# 内部モデル
内部モデル（ないぶモデル）とは、保険会社が自社の経営のために用いる、定量的な財務予測モデルをいう。保険会社の利益やリスクを把握するためには、保険契約から得られる将来のキャッシュフローを正確に把握する必要があることから、各社とも、近年、内部モデルを重視する傾向にある。

## 規制資本要件における活用
保険監督における資本要件は、全社に共通した、標準的な算式とならざるをえない。このため、各保険会社のリスクを適正に捉えているとはいい難い面がある。このため、監督官庁の認可を条件として、内部モデルによる必要資本(エコノミックキャピタル)を規制資本として活用しようとする動きがある。